# Nagroda i Stypendium im. Leopolda Ungera
Stypendium im. Leopolda Ungera – nagroda dla dziennikarzy i adeptów dziennikarstwa do 35. roku życia, przyznawana od 2013 roku na Uniwersytecie Marii Curie-Skłodowskiej. Ustanowiona została przez rodzinę dziennikarza, eseisty i publicysty Leopolda Ungera.
Pieniężna nagroda główna wynosi 5 tys. zł. Przyznawane są także wyróżnienia w formie staży w „Gazecie Wyborczej”, „Polityce” oraz belgijskim dzienniku „Le Soir”.